# Ctenus colombianus
Ctenus colombianus är en spindelart som beskrevs av Cândido Firmino de Mello-Leitão 1941. 
Ctenus colombianus ingår i släktet Ctenus och familjen Ctenidae. Artens utbredningsområde är Colombia. Inga underarter finns listade i Catalogue of Life.